# ریموند (واشینگتن)
ریموند (به انگلیسی: Raymond) شهری در شهرستان پاسیفیک ایالت واشنگتن است که در سرشماری سال ۲۰۱۰ میلادی، ۲۸۸۲ نفر جمعیت داشته است.